# Villach
Villach (Sloveens: Beljak) is een zelfstandige stad in de Oostenrijkse deelstaat Karinthië. De gemeente heeft 65.600 inwoners (2024). Het is de op een na grootste stad van Karinthië en ligt aan de rivier de Drau.

## Geschiedenis
De oudste sporen van menselijke nederzettingen rondom Villach dateren van 3500 voor Christus. Veel Romeinse voorwerpen werden daar gevonden. In 1348 verwoestte een aardbeving een groot deel van Villach; in 1690 volgde nog een aardbeving. Ook viel de stad ten prooi aan enkele grote branden. In de 16e eeuw kreeg Villach voor het eerst een burgemeester. Gedurende Napoleons heerschappij was Villach onderdeel van Frankrijk.

## Geografie
Villach wordt omgeven door de Alpen. Rondom de stad zijn verscheidene meren te vinden, waaronder de Ossiacher See, Wörthersee en de Faaker See. Het ligt op een half uur per trein of auto van zowel Italië als Slovenië. Ten zuiden van Villach bij Arnoldstein is een drielandenpunt van Oostenrijk (Karinthië), Italië en Slovenië. De top ligt op 1508 meter.

## Sport
In 1987 werden in Villach de Wereldkampioenschappen wielrennen georganiseerd. De Ier Stephen Roche won er de wegwedstrijd voor beroepsrenners.

## Bezienswaardigheden
Villach heeft een oud centrum (Altstadt) rond de Hauptplatz en Kirchenplatz waar ook de Sint-Jacobskerk staat. Verder zijn er het Museum der Stadt Villach en het Villacher Fahrzeugmuseum. De Villacher Alpengarten is een grote botanische tuin met veel planten uit de Alpen.

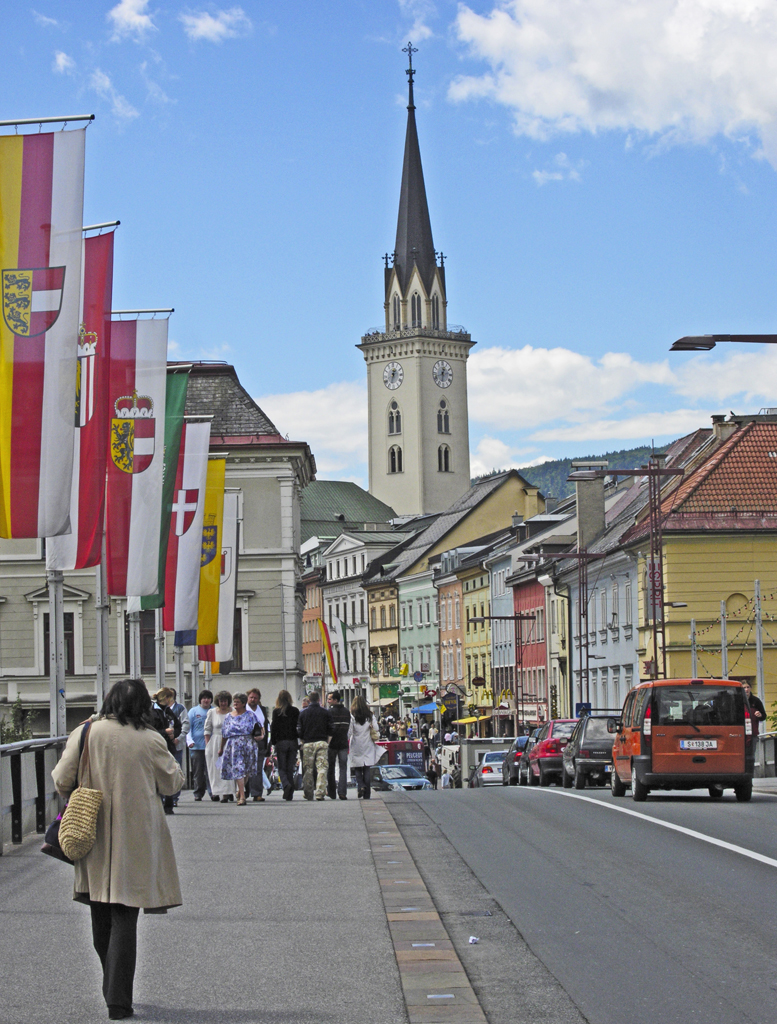
Binnenstad met de Sint-Jacobskerk

## Geboren
- Paul Watzlawick (1921-2007), Oostenrijks-Amerikaans psycholoog, filoloog en communicatiewetenschapper
- Kurt Diemberger (1932), alpinist
- Heidelinde Weis (1940-2023), actrice
- Roland Kollmann (1976), voetballer
- Daniel Mesotitsch (1976), biatleet
- Martin Koch (1982), schansspringer
- Anna Gasser (1991), snowboardster
- Philipp Orter (1994), noordse combinatieskiër
- Marco Schwarz (1995), alpineskiër
- Katharina Truppe (1996), alpineskiester
- Daniela Ulbing (1998), snowboardster
- Chiara D'Angelo (2004), voetbalster